# Chitinopoma arndti
Chitinopoma arndti är en ringmaskart som beskrevs av Zibrowius 1983. Chitinopoma arndti ingår i släktet Chitinopoma och familjen Serpulidae. Inga underarter finns listade i Catalogue of Life.